# Moana (film 1926)
Moana – amerykański niemy fabularyzowany film dokumentalny z 1926 roku w reżyserii Roberta J. Flaherty’ego. Uważa się go za pierwszą produkcję fabularną w historii kina nakręconą w całości na kliszy panchromatycznej.

## Obsada
- Taʻavale – Moana
- Faʻamgase Suʻa-Filo – narzeczona Moany
- Tama – ojciec Moany
- Tʻugaita – matka Moany
- Peʻa – młodszy brat Moany
- Leupenga – starszy brat Moany

## Produkcja
Po sukcesie „Nanuka z Północy” wytwórnia Paramount zleciła Robertowi J. Flaherty’emu realizację kolejnego obrazu opartego na podobnym dokumentalnym schemacie. Tym razem miał on uwiecznić tradycyjne życie i zwyczaje Polinezyjczyków, więc w tym celu udał się na wyspę Savaiʻi na Samoa. 
Bohaterem jego obrazu został syn wodza, przygotowujący się do rytuału wkroczenia w dorosłość. Na czas jego realizacji reżyser wraz z żoną, trzema córkami i współpracowniczką Frances H. Flaherty, mieszkał przez ponad rok na Samoa. Przybyli tam w kwietniu 1923 roku i pozostali do grudnia kolejnego roku. Sam film został ukończony na początku 1926 roku. Reżyser oprócz zwykłej kamery filmowej zabrał też ze sobą kolorową kamerę Prizma Color, mając nadzieję na nakręcenie kilku barwnych ujęć, jednakże nim zdążył to zrobić przestała ona działać.
Na wyspie przez długi czas aktywni byli misjonarze co spowodowało, że część lokalnych tradycji zanikła, a miejscowa ludność była ubrana w zachodnim stylu. Flaherty nie był tego świadom przybywając na wyspę, dlatego przekonał miejscowych, by odtworzyli niepraktykowane wówczas rytuały i założyli swoje tradycyjne stroje. W ten sposób chciał zrekonstruować na potrzeby filmu dawny obraz tego społeczeństwa.